# Радищев (рабочий посёлок)
Ради́щев — рабочий посёлок в Нижнеилимском районе Иркутской области России. Административный центр и единственный населённый пункт Радищевского городского поселения.

## Этимология
Рабочий посёлок назван по фамилии русского писателя, автора «Путешествия из Петербурга в Москву» Александра Радищева (1749—1802), отбывавшего ссылку с января 1792 года по февраль 1797 года в Илимске.

## География
Рабочий посёлок находится рядом с заливом Тушама, на расстоянии примерно 80 км к северо-западу от города Железногорск-Илимский, административного центра района.

## История
Образован в 1981 году как посёлок горняков Горный. Официально зарегистрирован и получил современное название решением Иркутского облисполкома от 24 сентября 1984 года. Статус рабочего посёлка получил решением Иркутского облисполкома от 3 сентября 1986 года.

## Население
| 1989  | 2002  | 2009  | 2010  | 2011  | 2012  | 2013  |
| ----- | ----- | ----- | ----- | ----- | ----- | ----- |
| 1395  | ↘1310 | ↗1336 | ↘1140 | ↘1131 | ↘1084 | ↘1039 |
| 2014  | 2015  | 2016  | 2017  | 2021  |       |       |
| ↘1029 | ↘1004 | ↘981  | ↘956  | ↘893  |       |       |

## Улицы
| - ул. Горная, - ул. Зелёная, - ул. Илимская, - ул. Лесная, - ул. Мира, | - ул. Ольховая, - ул. Пионеров, - ул. Радищевская, - ул. Снежная, - ул. Солнечная, | - ул. Сосновая, - ул. Строителей, - ул. Таёжная, - ул. Тушамская. |

## Экономика
Градообразующее предприятие — ОАО Коршуновский ГОК «Рудногорский рудник». Другие предприятия: ООО «РГК» и ООО «Гала плюс».

## Инфраструктура
В посёлке действуют средняя школа, детский сад «Лесная полянка» № 13, дом культуры «Спектр», ФАП, отделение почтовой связи.